# Yukimigata tōrō
Yukimigata tōrō (雪見燈籠) of yukimi-dōrō (雪見灯籠), (letterlijk: 'sneeuwtonende' lantaarn) is een stenen Japanse lantaarn (tōrō). Deze lantaarns ontlenen hun naam aan een groot dak of paraplu, waar gevallen sneeuw zichtbaar kan blijven liggen. Een sokkel (kiso) ontbreekt. De lantaarns staan op één tot zes gebogen poten en hebben als basis niet de gebruikelijke stam (sao). 
Yukimigata tōrō werd waarschijnlijk ontwikkeld tijdens de Azuchi-Momoyamaperiode, maar de oudst bestaande voorbeelden, gevonden in de Katsura Villa in Kioto, gaan alleen terug tot de vroege Edo-periode (zeventiende eeuw).
Tot yukimigata tōrō behoren enkele typen veel in tuinen gebruikte lantaarns. Bekende typen zijn onder andere de rankeigata tōrō, kotojigata tōrō, mitsuashigata tōrō en yotsuashigata tōrō.
| Traditionele lantaarns in Japan, hoofdgroepen. | Traditionele lantaarns in Japan, hoofdgroepen. | Traditionele lantaarns in Japan, hoofdgroepen. | Traditionele lantaarns in Japan, hoofdgroepen. | Traditionele lantaarns in Japan, hoofdgroepen. | Traditionele lantaarns in Japan, hoofdgroepen. |
| Onderdelen tōrō                                | Onderdelen tōrō                                | Onderdelen tōrō                                | Traditionele materialen                        | Traditionele materialen                        | Traditionele materialen                        |
| ---------------------------------------------- | ---------------------------------------------- | ---------------------------------------------- | ---------------------------------------------- | ---------------------------------------------- | ---------------------------------------------- |
| platform, sokkel                               | schacht, zuil                                  | opmerkingen                                    | steen ↓ Ishi-dōrō ↓                            | metaal ↓ Kana dōrō ↓                           | hout, bamboe                                   |
| kiso, dai, jirin                               | sao                                            | \| plat- form- lan- taarns \| → Dai-dōrō → \|  | Tachigata tōrō                                 | Kinzoku tōrō                                   | Mokusei tōrō                                   |
| kiso, dai, jirin                               | sao                                            | \| plat- form- lan- taarns \| → Dai-dōrō → \|  | Nozura-dōrō                                    | Kinzoku tōrō                                   | Mokusei tōrō                                   |
| –                                              | ingegraven                                     | schachtlantaarns                               | Ikekomigata tōrō                               | …                                              | Mokusei tōrō                                   |
| → 1-6 benen                                    | → 1-6 benen                                    | kasa groot                                     | Yukimigata tōrō                                | …                                              | Andon Bonbori Chōchin                          |
| –                                              | –                                              |                                                | Okigata tōrō                                   | Tsurigata tōrō                                 | Andon Bonbori Chōchin                          |
| aangepaste pagode (tō)                         | aangepaste pagode (tō)                         | aangepaste pagode (tō)                         | Tōgata tōrō                                    | Tōgata tōrō                                    | Andon Bonbori Chōchin                          |
| plat- form- lan- taarns                        | → Dai-dōrō →                                   |                                                |                                                |                                                |                                                |

## Bouw en typen
De Yukimigata tōrō is een afwijkend type lantaarn met één tot vier of zes poten, waarbij het type met vier poten het meest voorkomt.
Yukimi-lantaarns hebben (van boven naar beneden) de volgende vijf elementen op elkaar gestapeld:
1. hōju of kurin (siertop,'juweel' of eindknop), met:
  - ukebana ('ontvangende lotus') op een kakikubi (nek)
2. kasa (paraplu, dak of pet),
3. hibukuro (lichtkamer of vuurkast, met openingen in de wanden)
4. chūdai, ukehachi of ukebachi (middenplatform onder de lichtkamer), en
5. jirin of dai, soms ook sao genoemd (de basis, die een tot zes poten/voeten kan hebben)

Yukimi-lantaarns een min of meer vlak dak (of paraplu) (kasa) dat zeer breed is in vergelijking met de hoogte van de lantaarn, en een groot oppervlak vormt voor het vangen van sneeuw. 
De term 'sneeuwkijken' of 'sneeuwtonen' verwijst naar de gelijkenis van de kasa met een bamboehoed met een ophoping van sneeuw bovenop. Het dak kan rond zijn of drie tot acht kanten hebben. De brede paraplu is zonder, of met hōju (een lage eindknop of 'juweel'). Het juweel staat licht hellend.
De vuurkamer (hibukuro) is meestal zeskantig boven het middenplatform (chūdai), maar achtzijdige en afgeronde lantaarns komen ook veel voor. Bij een lantaarn met een halve-maanvormige lichtopening moet naar de opvatting van sommige Theemeesters deze opening naar het westen worden gedraaid, terwijl een volle-maanvormige opening naar het oosten moet worden gedraaid. Niet voor iedereen is dit van groot belang en geeft men er de voorkeur aan de lantaarn zo te draaien dat het licht het beste eruitziet vanuit de tuin. Op grond van het aantal benen/voeten worden er verschillende typen yukimi-dōrō onderscheiden, zoals rankei-dōrō, kotojigata tōrō met twee poten, Mitsuashigata tōrō met drie poten en andere.

Voorbeelden van Yukimi-dōrō
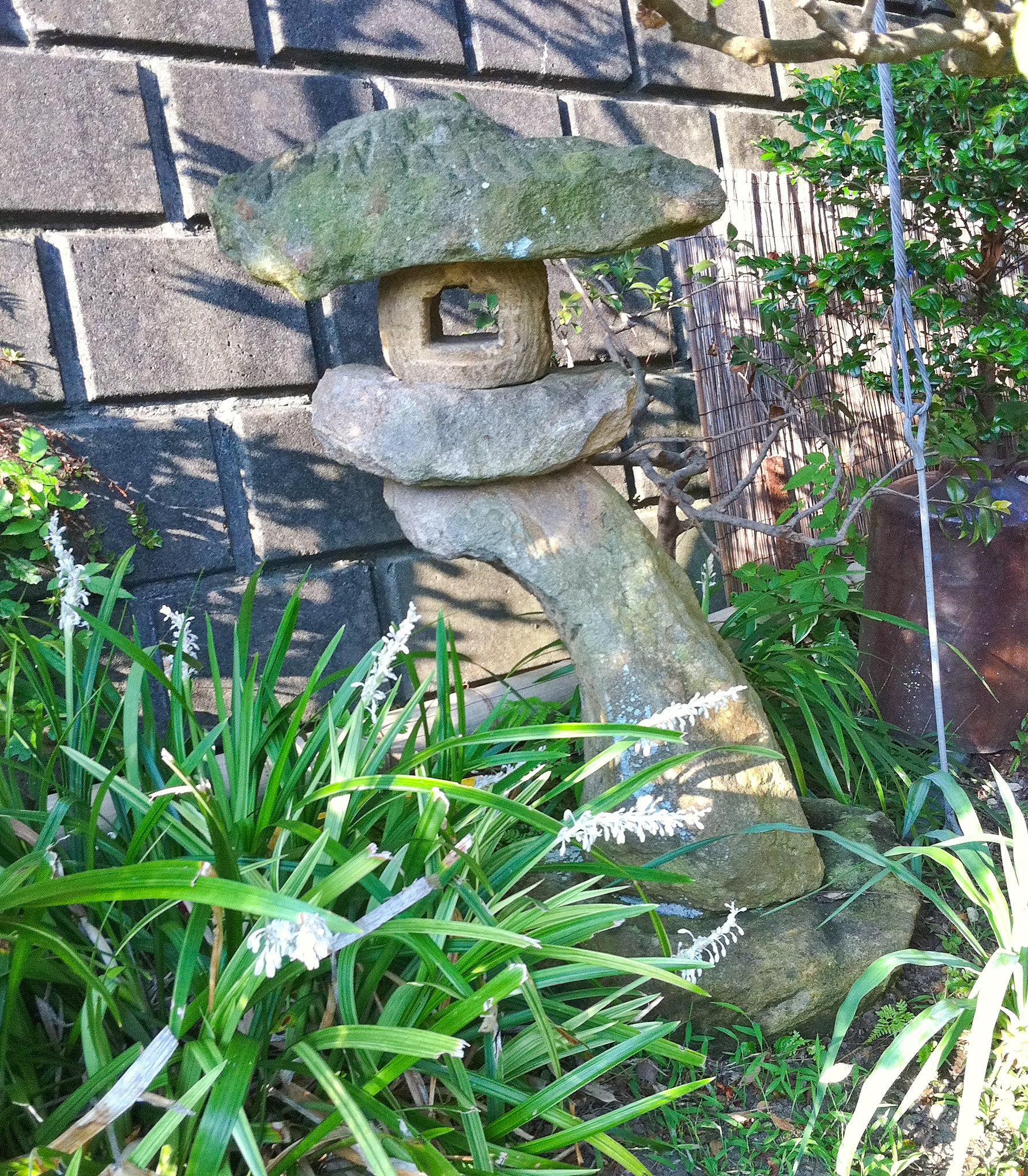
Rankei-dōrō
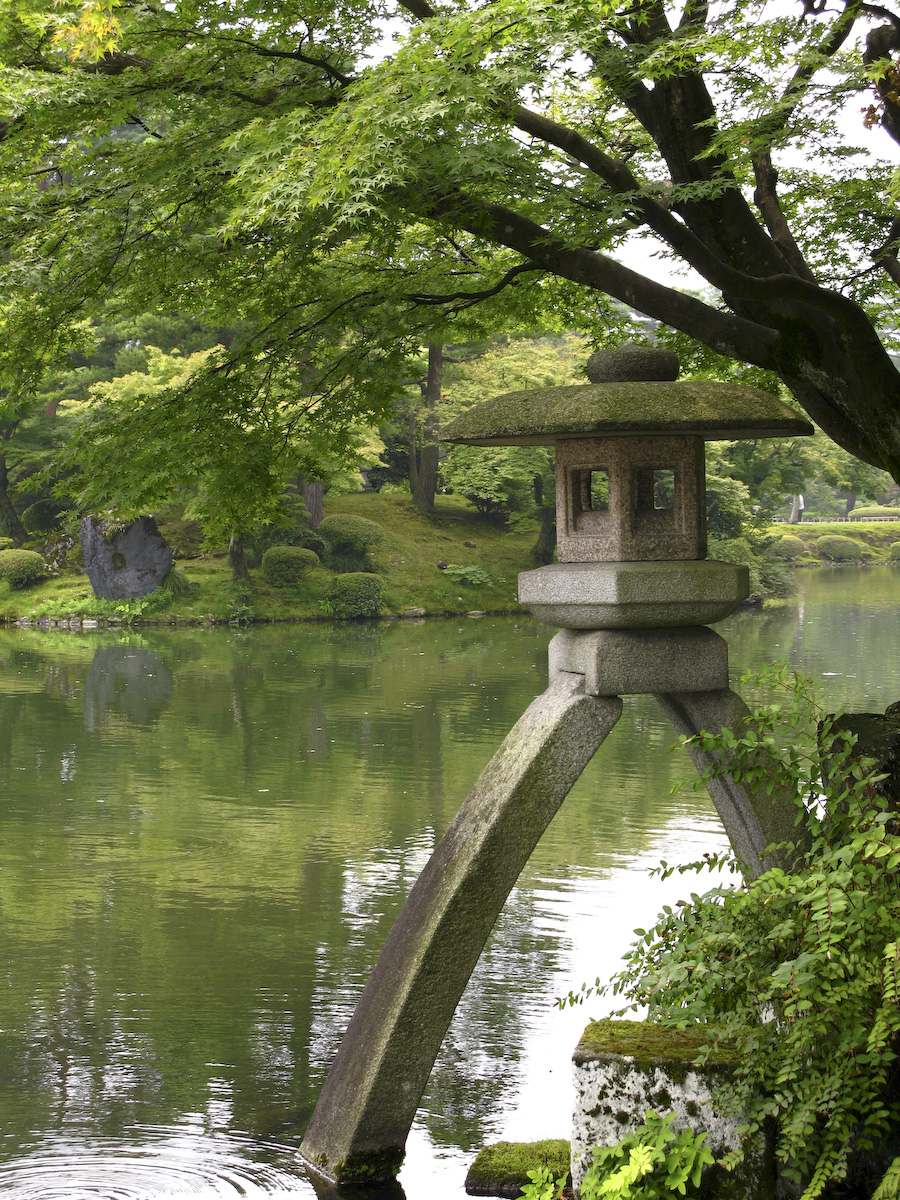
Kotojigata tōrō met twee poten
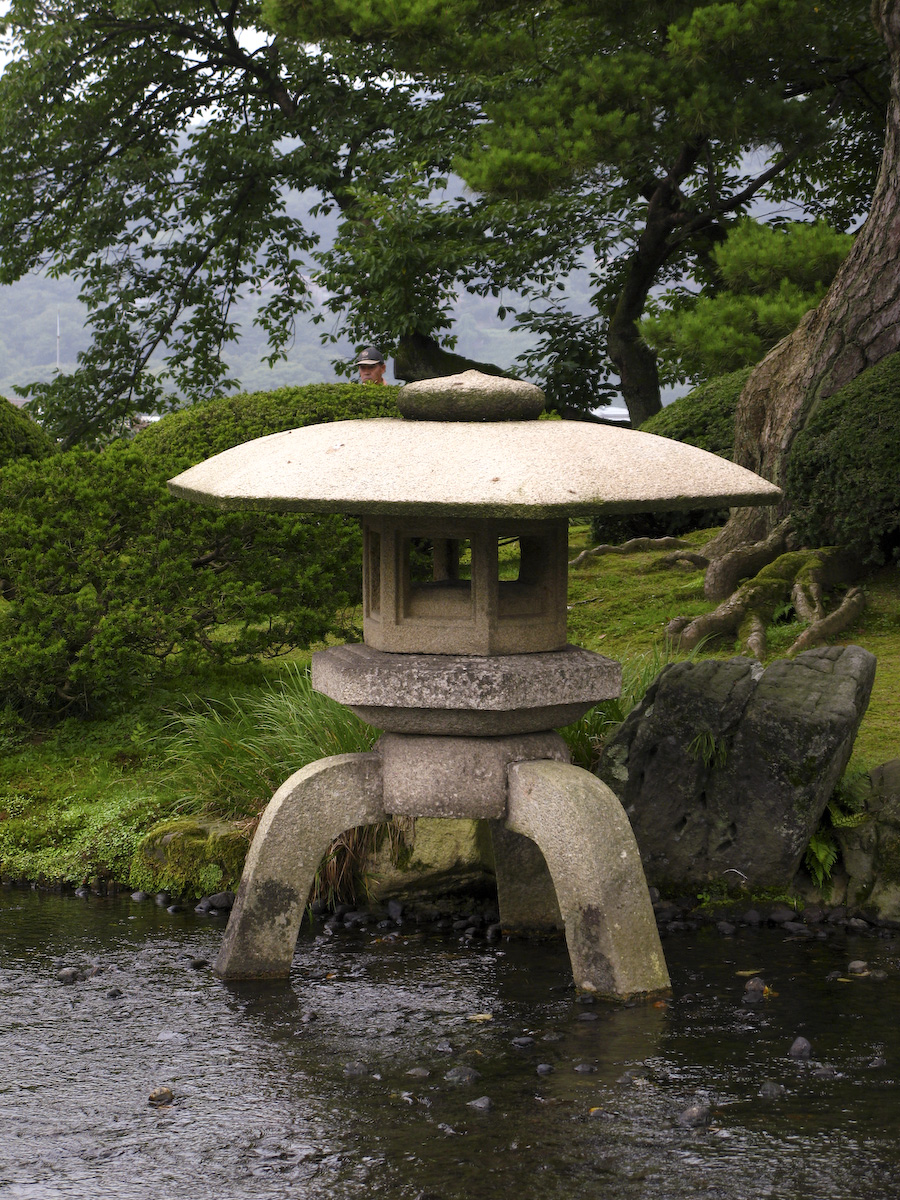
Mitsuashigata tōrō met drie poten
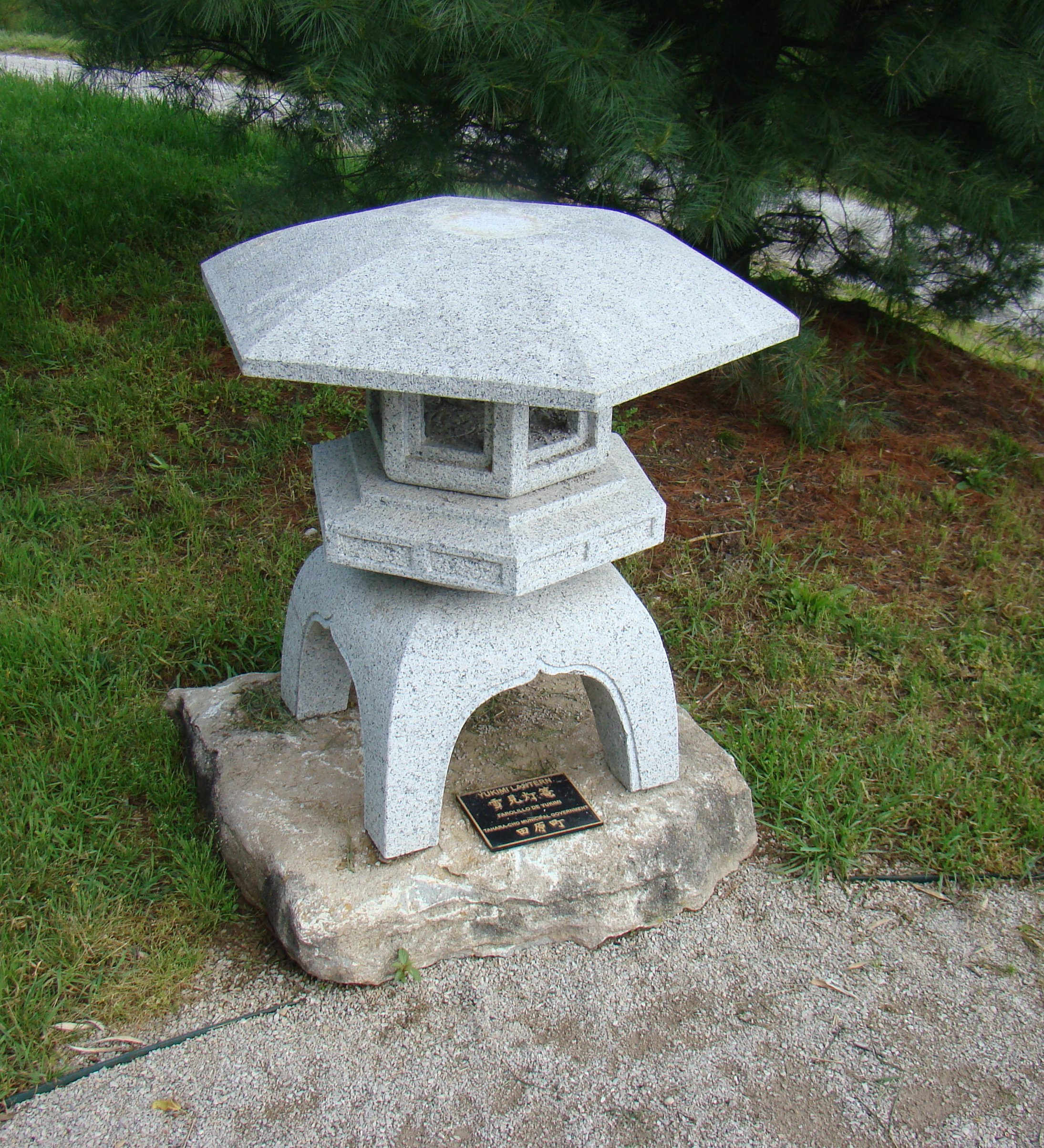
Viervoetige lantaarn met zeskante vuurkamer en dak
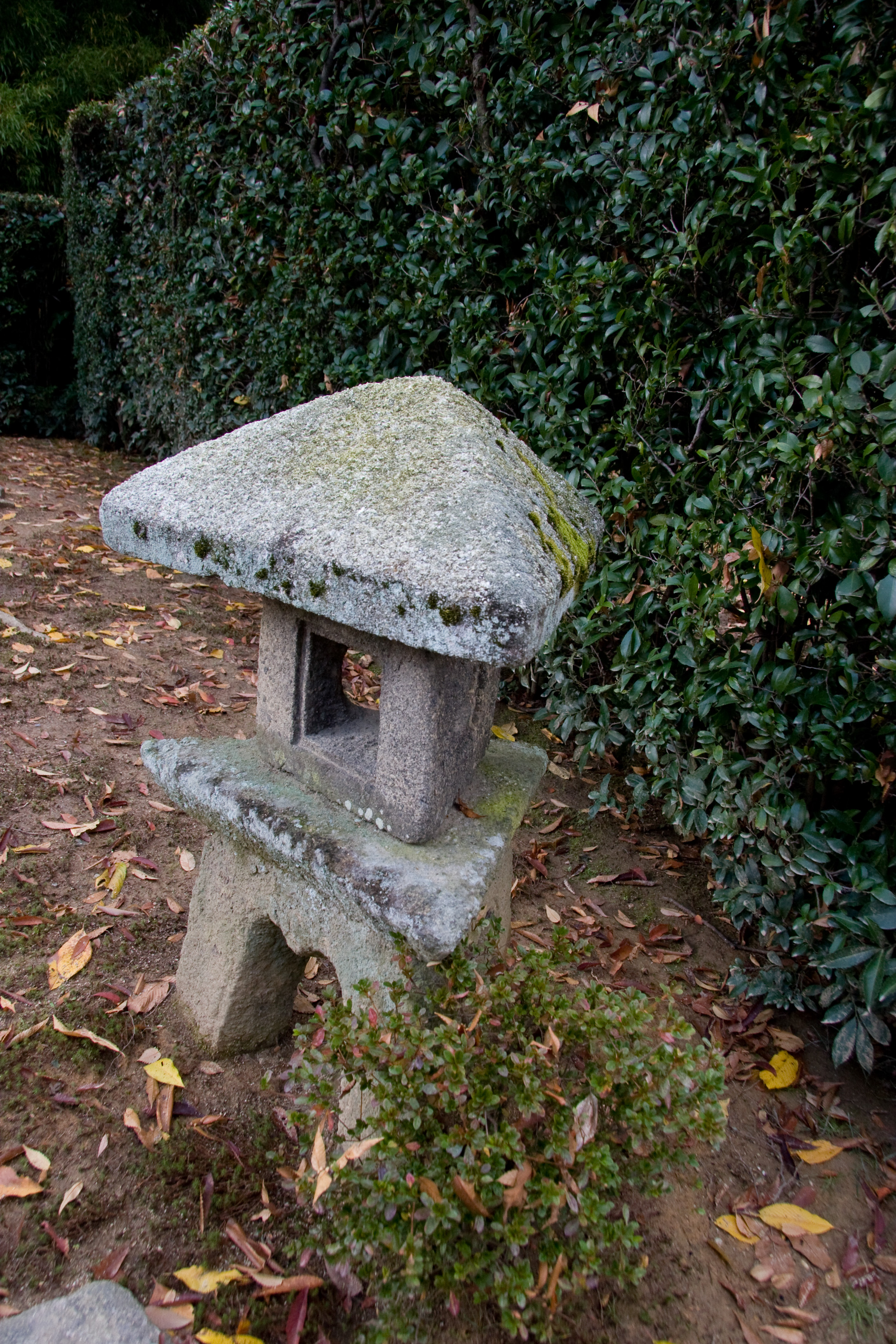
Driehoekige lantaarn

## Gebruik
Yukimi-dōrō zijn betrekkelijk laag, en worden uitsluitend in tuinen gebruikt. De traditionele plaatsing is in de buurt van het water en een lantaarn met drie poten heeft vaak twee poten in het water en één op het land, en hebben als basis geen dus kolom (sao). Ze worden meestal op een ruim grasveld of aan de waterkant geplaatst, bijvoorbeeld op een vlakke rots, en een sokkel (kiso) ontbreekt. 
De lantaarn met drie poten met plaatsing nabij de waterkant heeft vaak twee poten in het water en één op het land. Dit type lantaarn werd voornamelijk gebruikt voor residentiële tuinen, maar ook in theetuinen. Dit type werd waarschijnlijk ontwikkeld tijdens de Momoyamaperiode, maar de oudst bestaande voorbeelden gaan alleen terug tot de vroege Edo-periode (zeventiende eeuw).

## Typen lantaarns

### Rankeigata tōrō
Rankeigata tōrō (蘭渓形燈籠) is een 'waterkant-lantaarn'. Het is een stenen lantaarn die staat op een lange gebogen paal (sao) en hangt over het water.
| Yukimi-dōrō                                         |
| --------------------------------------------------- |
| - Rankei-dōrō met een poot - Schema van rankei-dōrō |

### Kotojigata tōrō
Kotojigata tōrō (琴柱形灯籠) is een tweebenige lantaarn, die gevonden wordt op de noordelijke oever van Kasumigaike in Kenrokuen, prefectuur Ishikawa. De kotojigata tōrō is erg groot, ongeveer 270 cm hoog en heeft twee kolommen (sao). De kolom aan de kant bij het water is langer dan de kolom op de oever, die is ingegraven of rust op natuurlijke rots. De vuurkamer (hibukuro) en het dak (kasa) zijn zeszijdig. De lantaarn werd gebouwd tijdens de vroege Edo-periode. Een vergelijkbaar gevormde lantaarn is te vinden in de tuin van Tennouji in Osaka.
| Kotojigata tōrō - tweebenige oeverlantaarns                                                             | Kotojigata tōrō - tweebenige oeverlantaarns  |
| --- | -------------------------------------------- |
| - Kotoji-tōrō in Kenroku-en (Six Attributes Garden) - Kotoji-tōrō in Kenroku-en (Six Attributes Garden) | - Yukimi-dōrō op twee poten: Kotojigata tōrō |

### Mitsuashigata tōrō
De mitsuashigata tōrō (三本足雪見灯籠) heeft drie poten en wordt gerekend tot de yukimi-lantaarn.
Mitsuashigata tōrō (三足形燈籠) is een driepotige lantaarn, een 'sneeuwkijkende' lantaarn (yukimi-dōrō) ondersteund door drie poten / voeten.
| Mitsuashigata tōrō - driebenige lantaarns                    | Mitsuashigata tōrō - driebenige lantaarns |
| ------------------------------------------------------------ | ----------------------------------------- |
| - Edo-type driebenige yukimi-lantaarn (江戸型三本足雪見灯籠) |                                           |

### Sankaku tōrō
Sankaku tōrō (三角灯篭) is een variatie op de yukimi-dōrō. Dit type lantaarn wordt gevonden in de tuin van Katsura Rikyū in Kyoto op een plaats waar geen water is. De 'paraplu', het dak (kasa) van de vuurkamer (hibukuro) en de middelste basis (chūdai) zijn allemaal driehoekig. De stam (sao) is verdeeld in drie hoge steunpoten

### Yotsuashigata tōrō

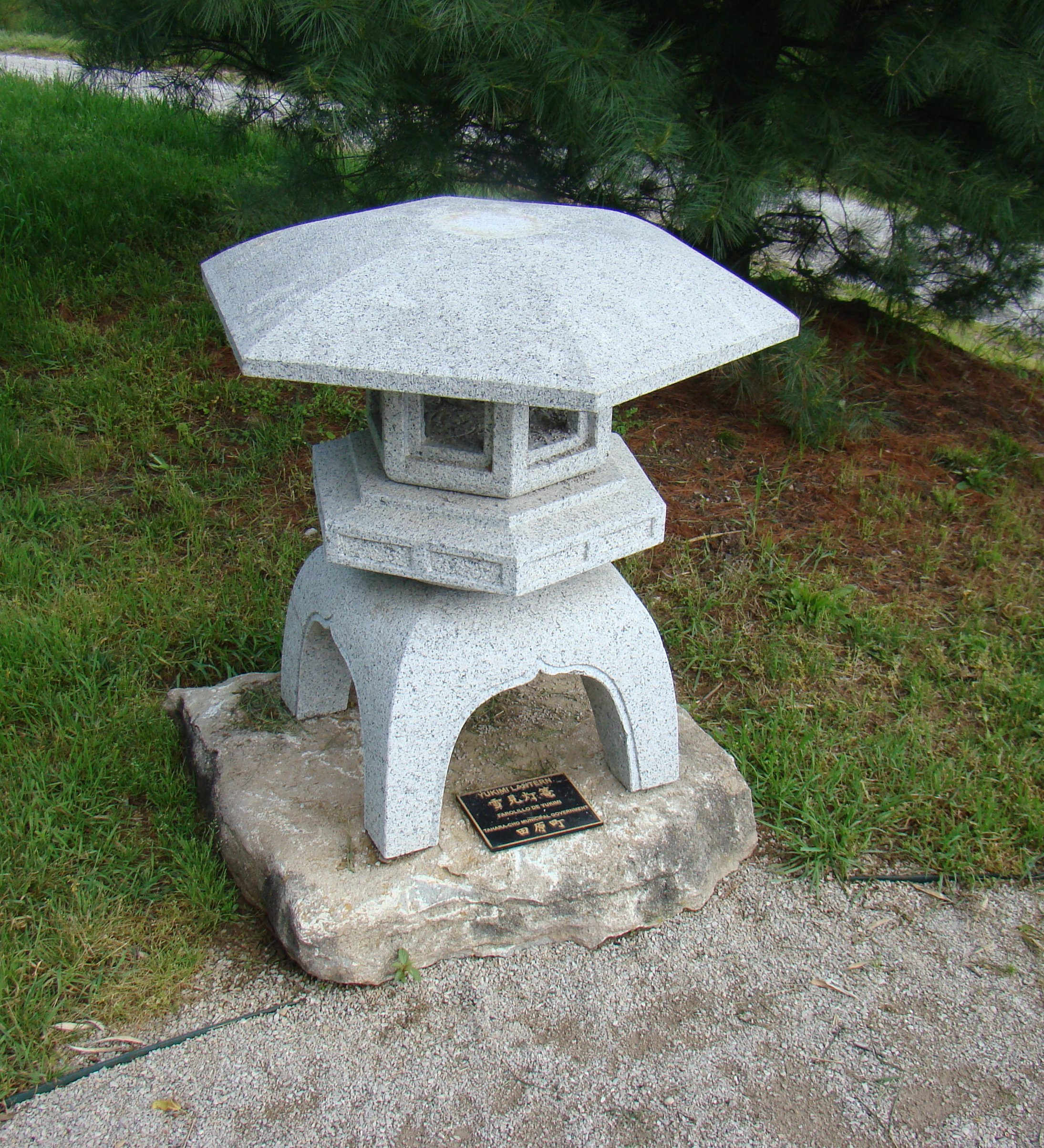
Viervoetige lantaarn met zeskante vuurkamer en dak.

Yotsuashigata tōrō (四脚形燈籠) is een viervoetige lantaarn, een sneeuwkijkende lantaarn (yukimi-dōrō) ondersteund door vier poten. Het middenplatform, de vuurkamer en het dak zijn zeshoekig.